# Kijk dit nou!
Kijk dit nou! was een Nederlands televisieprogramma dat in 2010 werd uitgezonden op TMF. In het programma waren artiesten en bekende Nederlanders te gast, er werden actualiteiten behandeld en er werden showbizznieuwtjes en roddels besproken. Een vast onderdeel op vrijdagen was een aflevering van Kud. Het programma werd gepresenteerd door Veronica van Hoogdalem, Tess Milne, Willem de Bruin, Saar Koningsberger en Sascha Visser. Op 17 december 2010 werd de laatste aflevering uitgezonden.

## Seizoenen
| Seizoen | Start            | Presentatie                                                                              |
| ------- | ---------------- | ---------------------------------------------------------------------------------------- |
| 1       | 5 januari 2010   | Veronica van Hoogdalem, Saar Koningsberger, Willem de Bruin, Sascha Visser en Tess Milne |
| 2       | 30 augustus 2010 | Veronica van Hoogdalem, Tess Milne en Sascha Visser (Gestopt per 1 december)             |